# Kamionna (gromada w powiecie międzychodzkim)
Kamionna – dawna gromada, czyli najmniejsza jednostka podziału terytorialnego Polskiej Rzeczypospolitej Ludowej w latach 1954–1972.
Gromady, z gromadzkimi radami narodowymi (GRN) jako organami władzy najniższego stopnia na wsi, funkcjonowały od reformy reorganizującej administrację wiejską przeprowadzonej jesienią 1954 do momentu ich zniesienia z dniem 1 stycznia 1973, tym samym wypierając organizację gminną w latach 1954–1972.
Gromadę Kamionna z siedzibą GRN w Kamionnie utworzono – jako jedną z 8759 gromad na obszarze Polski – w powiecie międzychodzkim w woj. poznańskim, na mocy uchwały nr 29/54 WRN w Poznaniu z dnia 5 października 1954. W skład jednostki wszedł obszar dotychczasowej gromady Kamionna (bez kilku parcel włączonych do nowo utworzonej gromady Gorzyń), ponadto niektóre parcele z karty Nr 9 obrębu Kolno z dotychczasowej gromady Kolno oraz niektóre parcele z karty Nr 1 obrębu Skrzydlewo z dotychczasowej gromady Skrzydlewo ze zniesionej gminy Międzychód, obszary dotychczasowych gromad Popowo i Prusim (bez kilku parcel, włączonych do nowo utworzonej gromady Kwilcz) oraz parcela Nr kat. 72 z karty Nr 1 obrębu Mechnacz z dotychczasowej gromady Mechnacz ze zniesionej gminy Kwilcz, a także obszar dotychczasowej gromady Mnichy (bez obszaru leśnego, włączonego do nowo utworzonej gromady Łowyń) oraz miejscowości Tuczępy i Mniszki z dotychczasowej gromady Tuczępy ze zniesionej gminy Łowyń – w tymże powiecie. Dla gromady ustalono 15 członków gromadzkiej rady narodowej.
Gromada przetrwała do końca 1972 roku, czyli do kolejnej reformy gminnej.